# Осколище
Осколище — село в Волоконовском районе Белгородской области России. В составе Грушевского сельского поселения.

## География
Село расположено в восточной части Белгородской области, на правом берегу реки Оскола, в 6,7 км по прямой к юго-западу от районного центра Волоконовки.

## История
Первое упоминание о селе содержится в документе конца XVII века, в котором сообщается, что в 1696 году «были отмежеваны земли Тимофею Дьякову, Стригунову, Овсянникову и многим другим в Валуйском уезде в селе Осколище».
По документам Генерального межевания 1780 года «всего земли в Осколище 3437 десятин и 2448 сажен». Однако эти три с половиной тысячи десятин принадлежали не одним осколищенским крестьянам, но и крепостным селениям Камышенка, Пески и дворянам Времьевым, Синельниковым, Шидловским. И при окончательном межевании у крестьян Осколища осталось 1059 десятин, из которых 800 десятин пахотной земли.
В 1859 году — Валуйского уезда «деревня казенная Осколище (Сколище) при реке Осколе» «по левую сторону большого проселочного тракта от города Валуек на город Старый Оскол» — 94 двора.
В 1900 году — Валуйского уезда Погромской волости деревня Осколище — 132 двора, 1890,2 десятины земли, общественное здание и винная лавка.
В 1909 году в Осколище открыли школу, а здание для неё выстроили летом 1910 года. В 1913—1914 учебных годах в этой школе занималось 34 мальчика и 22 девочки.
С июля 1928 года «деревня Осколище» — в Погромском сельсовете Волоконовского района.
В 1958 году деревня Осколище — в Пятницком сельсовете Волоконовского района.
В начале 1970-х годов село Осколище — в Грушевском сельсовете того же района.
В 2010 году село Осколище — в составе Грушевского сельского поселения Волоконовского района.

## Население
III ревизия в начале 1760-х годов переписала в Осколище «296 душ мужскаго пола».
В 1859 году в деревне Осколище 772 жителя (362 мужчины, 410 женщин).
В 1891 году в Осколище — 121 двор, 861 житель, из них 34 грамотных и учащихся, в том числе одна женщина.
В 1900 году в Осколище — 947 жителей (476 мужчин, 471 женщина).
На 1 января 1932 года в деревне — 956 жителей.
По данным переписей населения в селе Осколище на 17 января 1979 года 506 жителей, на 12 января 1989 года — 457 (194 мужчины, 263 женщины), на 1 января 1994 года — 469 жителей и 160 хозяйств, в 1997 году — 155 хозяйств и 453 жителя, в 1999 году — 425 жителей, в 2001 году — 412.
| 1859 | 1897 | 2002 | 2010 |
| ---- | ---- | ---- | ---- |
| 772  | ↗936 | ↘402 | ↘369 |